# Kannur (Karnataka)
Kannur è una suddivisione dell'India, classificata come census town, di 7.241 abitanti, situata nel distretto del Kannada Meridionale, nello stato federato del Karnataka. In base al numero di abitanti la città rientra nella classe V (da 5.000 a 9.999 persone).

## Geografia fisica
La città è situata a 17° 1' 60 N e 75° 42' 0 E e ha un'altitudine di 570 m s.l.m..

## Società

### Evoluzione demografica
Al censimento del 2001 la popolazione di Kannur assommava a 7.241 persone, delle quali 3.672 maschi e 3.569 femmine. I bambini di età inferiore o uguale ai sei anni assommavano a 1.109, dei quali 583 maschi e 526 femmine. Infine, coloro che erano in grado di saper almeno leggere e scrivere erano 5.168, dei quali 2.862 maschi e 2.306 femmine.